# Ağcabədi járás
Az Ağcabədi járás (azeri nyelven:Ağcabədi rayonu) Azerbajdzsán egyik járása. Székhelye Ağcabədi.

## Népesség
- 1939-ben 35 133 lakosa volt, melyből 33 048 azeri, 1151 orosz, 265 örmény, 112 ukrán, 63 lezg, 24 grúz, 17 kurd, 16 talis, 14 zsidó, 3 avar, 2 német, 2 tat.
- 1959-ben 40 279 lakosa volt, melyből 39 141 azeri, 601 orosz, 254 örmény, 29 lezg, 4 grúz, 2 zsidó, 1 tat.
- 1970-ben 59 837 lakos avolt, melyből 59 226 azeri, 353 orosz, 69 örmény, 27 tatár, 26 lezg, 21 grúz, 5 avar, 2 tat, 1 caur, 1 udin.
- 1979-ben 65 854 lakosa volt, melyből 65 454 azeri, 234 orosz, 47 örmény, 42 lezg, 16 avar, 11 grúz, 6 kurd, 4 tatár, 2 zsidó, 1 caur, 1 udin.
- 1999-ben 107 833 lakosa volt, melyből 107 479 azeri, 180 orosz és ukrán, 142 török, 13 tatár, 3 lezg, 2 örmény, 1 grúz, 1 kurd.
- 2009-ben 121 707 lakosa volt, melyből 121 584 azeri, 31 orosz, 18 kurd, 4 török, 4 ukrán.